# 拉霍亞 (新墨西哥州)
拉霍亞（英語：La Joya）是位於美國新墨西哥州索科羅縣的普查規定居民點。

## 人口
根據2020年美國人口普查的數據，拉霍亞的面積為2.43平方千米，皆為陸地。當地共有人口80人，而人口密度為每平方千米32.92人。